# 1993 FL54
1993 FL54 är en asteroid i huvudbältet som upptäcktes den 17 mars 1993 av UESAC vid La Silla-observatoriet.